# Úrvalsdeild Karla de 2020
A Úrvalsdeild Karla de 2020, também conhecida como Pepsi-deild karla de 2020, por motivos de patrocínio, é a 109º temporada da Úrvalsdeild Karla, a principal divisão de futebol na Islândia. Doze equipes participam da liga, incluindo o KR, que após conquistar o seu 27º título na temporada passada, irá defender o posto de campeão.
A temporada inicialmente começaria no dia 22 de abril e se encerraria no dia 26 de setembro, entretanto, devido à pandemia de COVID-19 na Islândia, o campeonato foi adiado. Agora com novas datas, o torneio começará no dia 13 de junho e se encerrará no dia 31 de outubro.
A competição foi suspensa no dia 7 de outubro e abandonada no dia 30 de outubro de 2020 devido à pandemia de COVID-19 na Islândia. A classificação final foi baseada na média de pontos por partida de cada uma das equipes, e foi usada para determinar o campeão, os classificados para competições europeias e os rebaixados.

## Equipes
A temporada de 2020 será disputada por doze equipes, dez remanescentes da temporada passada e duas promovidas da 1. Deild Karla. As duas equipes de pior colocação na temporada passada, Grindavík e ÍBV, foram rebaixadas para a 1. Deild Karla de 2020 e foram substituídas por Grótta e Fjölnir, campeão e vice da 1. Deild Karla de 2019, respectivamente.

### Estádios e localidades
| Equipe      | Cidade / Comuna         | Estádio             | Capacidade |
| ----------- | ----------------------- | ------------------- | ---------- |
| Breiðablik  | Kópavogur               | Kópavogsvöllur      | 3.009      |
| FH          | Hafnarfjörður           | Kaplakriki          | 6.450      |
| Fjölnir     | Grafarvogur (Reykjavík) | Extra völlurinn     | 1.030      |
| Fylkir      | Reykjavík               | Floridana völlurinn | 1.854      |
| Grótta      | Seltjarnarnes           | Vivaldivöllurinn    | 1.050      |
| HK          | Kópavogur               | Kórinn              | 1.452      |
| ÍA          | Akranes                 | Norðurálsvöllurinn  | 3.054      |
| KA          | Akureyri                | Akureyrarvöllur     | 1.645      |
| KR          | Reykjavík               | Alvogenvöllurinn    | 3.333      |
| Stjarnan    | Garðabær                | Samsung völlurinn   | 1.440      |
| Valur       | Reykjavík               | Valsvöllur          | 2.465      |
| Víkingur R. | Reykjavík               | Víkingsvöllur       | 1.848      |

### Pessoal e patrocínio
| Equipe      | Treinador                | Capitão                     | Equipamentos | Patrocinador da camisa |
| ----------- | ------------------------ | --------------------------- | ------------ | ---------------------- |
| Breiðablik  | Óskar Hrafn Þorvaldsson  | Höskuldur Gunnlaugsson      | Erreà        | Vörður                 |
| FH          | Ólafur Kristjánsson      | Davíð Viðarsson             | Nike         | Actavis                |
| Fjölnir     | Asmundur Arnarsson       | Þórður Ingason              | Hummel       | Vita                   |
| Fylkir      | Helgi Sigurðsson         | Ásgeir Börkur Ásgeirsson    | Macron       | Würth                  |
| Grótta      | Ágúst Gylfason           | Halldór Kristján Baldursson | Erreà        | Hyundai                |
| HK          | Brynjar Gunnarsson       | Leifur Andri Leifsson       | Macron       | MótX                   |
| ÍA          | Jóhannes Karl Guðjónsson | Arnar Már Guðjónsson        | Erreà        | Norðurál               |
| KA          | Óli Stefán Flóventsson   | Guðmann Þórisson            | Erreà        | N1                     |
| KR          | Rúnar Kristinsson        | Pálmi Rafn Pálmason         | Nike         | Alvogen                |
| Stjarnan    | Rúnar Páll Sigmundsson   | Baldur Sigurðsson           | Uhlsport     | TM                     |
| Valur       | Ólafur Jóhannesson       | Haukur Páll Sigurðsson      | Macron       | Bose                   |
| Víkingur R. | Arnar Gunnlaugsson       | Sölvi Ottesen               | Macron       | Grant Thornton         |

## Tabela
| Pos | Equipe      | J  | V  | E  | D  | GM | GC | SD  | Pts | Qualificação e rebaixamento                                  |
| --- | ----------- | -- | -- | -- | -- | -- | -- | --- | --- | ------------------------------------------------------------ |
| 1   | Valur (C)   | 18 | 14 | 2  | 2  | 50 | 17 | +33 | 44  | Primeira pré-eliminatória da Liga dos Campeões da UEFA       |
| 2   | FH          | 18 | 11 | 3  | 4  | 37 | 23 | +14 | 36  | Primeira pré-eliminatória da Liga Conferência Europa da UEFA |
| 3   | Stjarnan    | 17 | 8  | 7  | 2  | 27 | 20 | +7  | 31  | Primeira pré-eliminatória da Liga Conferência Europa da UEFA |
| 4   | Breiðablik  | 18 | 9  | 4  | 5  | 37 | 27 | +10 | 31  | Primeira pré-eliminatória da Liga Conferência Europa da UEFA |
| 5   | KR          | 17 | 8  | 4  | 5  | 30 | 21 | +9  | 28  |                                                              |
| 6   | Fylkir      | 18 | 9  | 1  | 8  | 27 | 30 | −3  | 28  |                                                              |
| 7   | KA          | 18 | 3  | 12 | 3  | 20 | 21 | −1  | 21  |                                                              |
| 8   | ÍA          | 18 | 6  | 3  | 9  | 39 | 43 | −4  | 21  |                                                              |
| 9   | HK          | 18 | 5  | 5  | 8  | 29 | 36 | −7  | 20  |                                                              |
| 10  | Vikingur    | 18 | 3  | 8  | 7  | 25 | 30 | −5  | 17  |                                                              |
| 11  | Grotta (R)  | 18 | 1  | 5  | 12 | 15 | 43 | −28 | 8   | Rebaixado para a 1. Deild Karla                              |
| 12  | Fjölnir (R) | 18 | 0  | 6  | 12 | 15 | 40 | −25 | 6   | Rebaixado para a 1. Deild Karla                              |

Regras para classificação: 1) pontos; 2) saldo de gols; 3) gols marcados; 4) confronto direto; 5) saldo de gols em confronto direto; 6) gols marcados em confronto direto; 7) gols marcados fora de casa em confronto direto; 8) play-off; 9) sorteio.

 (Nota: O play-off é realizado apenas para definir o campeão).
(C) Campeão; (R) Rebaixado

## Resultados
|             | BRE | FH  | FJÖ | FYL | GRÓ | HK  | ÍA  | KA  | KR  | STJ | VAL | VÍK |
| ----------- | --- | --- | --- | --- | --- | --- | --- | --- | --- | --- | --- | --- |
| Breiðablik  | —   | 3–3 | 3–1 | 4–1 | 3–0 | —   | 5–3 | 1–1 | 0–2 | 2–1 | 1–2 | —   |
| FH          | 3–1 | —   | 1–0 | 1–2 | 2–1 | 4–0 | 2–1 | 0–0 | —   | 1–2 | 1–4 | 1–0 |
| Fjölnir     | 1–4 | 0–3 | —   | 1–2 | 0–3 | —   | 1–3 | 1–1 | —   | 1–4 | 1–3 | 1–1 |
| Fylkir      | 0–1 | 1–4 | 2–0 | —   | 2–0 | 3–2 | —   | 4–1 | 0–3 | 1–1 | —   | 2–1 |
| Grótta      | 0–1 | —   | 2–2 | 0–2 | —   | 4–4 | 0–4 | 2–4 | —   | —   | 0–3 | 1–1 |
| HK          | 1–0 | 2–3 | 3–1 | —   | 3–0 | —   | 3–2 | —   | 1–1 | 2–3 | 0–4 | 0–2 |
| ÍA          | —   | 0–4 | —   | 3–2 | 3–0 | 2–2 | —   | 3–1 | 1–2 | 1–2 | 2–4 | 2–2 |
| KA          | 2–2 | —   | 1–1 | 2–0 | 1–0 | 1–1 | 2–2 | —   | 0–0 | 0–0 | —   | 0–0 |
| KR          | 3–1 | 1–2 | 2–2 | 1–2 | 1–1 | 0–3 | 4–1 | —   | —   | 1–2 | 4–5 | 2–0 |
| Stjarnan    | —   | 1–1 | 1–0 | 2–1 | 1–1 | 4–1 | —   | 1–1 | —   | —   | 1–5 | 1–1 |
| Valur       | 1–1 | —   | —   | 3–0 | 6–0 | 1–0 | 1–4 | 1–0 | 0–1 | 0–0 | —   | 2–0 |
| Víkingur R. | 2–4 | 4–1 | 1–1 | —   | —   | 1–1 | 6–2 | 2–2 | 0–2 | —   | 1–5 | —   |

## Estatísticas da temporada

### Artilheiros
Fonte: 
Atualizado em 13 de outubro de 2020
| Pos. | Jogador                    | Equipe      | Gols |
| ---- | -------------------------- | ----------- | ---- |
| 1    | Steven Lennon              | FH          | 17   |
| 2    | Patrick Pedersen           | Valur       | 15   |
| 3    | Thomas Mikkelsen           | Breiðablik  | 13   |
| 4    | Tryggvi Hrafn Haraldsson   | ÍA          | 12   |
| 5    | Óttar Magnús Karlsson      | Víkingur R. | 9    |
| 6    | Valdimar Þór Ingimundarson | Fylkir      | 8    |